# Campionato europeo di pallanuoto 1947 (maschile)
La VI edizione del campionato europeo di pallanuoto si disputò nel Principato di Monaco, a Montecarlo, dal 10 al 14 settembre 1947, all'interno del programma della sesta edizione dei campionati europei di nuoto.
Al torneo presero parte 10 nazionali che vennero divise in tre gironi. Le vincitrici disputarono un ulteriore girone per l'assegnazione delle medaglie.
L'Italia conquistò il suo primo titolo continentale precedendo sul podio Svezia e Belgio, e ponendo fine all'egemonia imposta dall'Ungheria nelle cinque edizioni anteguerra.

## Squadre partecipanti
GRUPPO A
- Austria
- Francia
- Italia
- Paesi Bassi

GRUPPO B
- Jugoslavia
- Svezia
- Ungheria

GRUPPO C
- Belgio
- Cecoslovacchia
- Gran Bretagna

## Fase preliminare

### Gruppo A
| Data     | Gara        | Gara  | Gara    |
| -------- | ----------- | ----- | ------- |
| 10-09-47 | Paesi Bassi | 3 - 3 | Italia  |
| 10-09-47 | Francia     | 6 - 1 | Austria |
| 11-09-47 | Paesi Bassi | 3 - 3 | Francia |
| 11-09-47 | Italia      | 5 - 0 | Austria |
| 12-09-47 | Paesi Bassi | 4 - 0 | Austria |
| 10-09-47 | Italia      | 4 - 4 | Francia |

|    | Squadra     | Punti | G | V | N | P | GF | GS | DR  |
| -- | ----------- | ----- | - | - | - | - | -- | -- | --- |
| 1. | Italia      | 4     | 3 | 1 | 2 | 0 | 12 | 7  | +5  |
| 2. | Paesi Bassi | 4     | 3 | 1 | 2 | 0 | 10 | 6  | +4  |
| 3. | Francia     | 4     | 3 | 1 | 2 | 0 | 13 | 8  | +5  |
| 4. | Austria     | 0     | 3 | 0 | 0 | 3 | 1  | 15 | -14 |

### Gruppo B
| Data     | Gara     | Gara  | Gara       |
| -------- | -------- | ----- | ---------- |
| 10-09-47 | Ungheria | 3 - 3 | Jugoslavia |
| 11-09-47 | Svezia   | 5 - 3 | Ungheria   |
| 10-09-47 | Svezia   | 6 - 2 | Jugoslavia |

|    | Squadra    | Punti | G | V | N | P | GF | GS | DR |
| -- | ---------- | ----- | - | - | - | - | -- | -- | -- |
| 1. | Svezia     | 4     | 2 | 2 | 0 | 0 | 11 | 5  | +6 |
| 2. | Ungheria   | 1     | 2 | 0 | 1 | 1 | 6  | 8  | -2 |
| 3. | Jugoslavia | 1     | 2 | 0 | 1 | 1 | 5  | 9  | -3 |

### Gruppo C
| Data     | Gara          | Gara  | Gara           |
| -------- | ------------- | ----- | -------------- |
| 10-09-47 | Belgio        | 7 - 1 | Gran Bretagna  |
| 11-09-47 | Belgio        | 3 - 1 | Cecoslovacchia |
| 12-09-47 | Gran Bretagna | 4 - 1 | Cecoslovacchia |

|    | Squadra        | Punti | G | V | N | P | GF | GS | DR |
| -- | -------------- | ----- | - | - | - | - | -- | -- | -- |
| 1. | Belgio         | 4     | 2 | 2 | 0 | 0 | 10 | 2  | +8 |
| 2. | Gran Bretagna  | 2     | 2 | 1 | 0 | 1 | 5  | 8  | -3 |
| 3. | Cecoslovacchia | 0     | 2 | 0 | 0 | 2 | 2  | 7  | -5 |

## Fase finale

### Gruppo 1º - 3º posto
| Data     | Gara   | Gara  | Gara   |
| -------- | ------ | ----- | ------ |
| 13-09-47 | Svezia | 1 - 1 | Belgio |
| 13-09-47 | Italia | 3 - 2 | Svezia |
| 14-09-47 | Italia | 4 - 1 | Belgio |

|    | Squadra | Punti | G | V | N | P | GF | GS | DR |
| -- | ------- | ----- | - | - | - | - | -- | -- | -- |
| 1. | Italia  | 4     | 2 | 2 | 0 | 0 | 7  | 3  | +4 |
| 2. | Svezia  | 1     | 2 | 0 | 1 | 1 | 3  | 4  | -1 |
| 3. | Belgio  | 1     | 2 | 0 | 1 | 1 | 2  | 5  | -3 |

### Gruppo 4º - 6º posto
| Data     | Gara        | Gara  | Gara          |
| -------- | ----------- | ----- | ------------- |
| 13-09-47 | Ungheria    | 5 - 2 | Paesi Bassi   |
| 13-09-47 | Ungheria    | 5 - 2 | Gran Bretagna |
| 14-09-47 | Paesi Bassi | 6 - 1 | Gran Bretagna |

|    | Squadra       | Punti | G | V | N | P | GF | GS | DR |
| -- | ------------- | ----- | - | - | - | - | -- | -- | -- |
| 1. | Ungheria      | 4     | 2 | 2 | 0 | 0 | 10 | 4  | +6 |
| 2. | Paesi Bassi   | 2     | 2 | 1 | 0 | 1 | 8  | 6  | +2 |
| 3. | Gran Bretagna | 0     | 2 | 0 | 0 | 2 | 3  | 11 | -8 |

## Classifica finale
| Pos. | Squadra        |
| ---- | -------------- |
|      | Italia         |
|      | Svezia         |
|      | Belgio         |
| 4    | Ungheria       |
| 5    | Paesi Bassi    |
| 6    | Gran Bretagna  |
| 7    | Francia        |
| 8    | Jugoslavia     |
| 9    | Cecoslovacchia |
| 10   | Austria        |

### Campioni
| Oro |
| Italia Pasquale Buonocore Emilio Bulgarelli Mario Majoni Geminio Ognio Ermenegildo Arena Aldo Ghira Gianfranco Pandolfini Tullio Pandolfini Luigi Raspini Umberto Raspini Cesare Rubini |

## Fonti
- (EN)  LEN, European Water Polo Championships - Past and presents results, 2010 (versione digitale[collegamento interrotto])
- (EN) Todor66.com - Sport statistics Archive, su todor66.com.